# Apollensdorf
Koordinaten: 51° 53′ N, 12° 33′ O
Apollensdorf ist eine Ortschaft der Lutherstadt Wittenberg in Sachsen-Anhalt. Sie umfasst die Ortsteile Apollensdorf und Apollensdorf-Nord.

## Geografie
Apollensdorf besteht aus dem eigentlichen Dorf südlich der Bundesstraße 187, der Siedlung nördlich der Bahnstrecke Węgliniec–Roßlau und dem 1994 errichteten Industrie- und Gewerbegebiet Apollensdorf-Nord.
Das Dorf liegt zwischen den bewaldeten Hängen des Fläming im Norden und der mittleren Elbe, die unmittelbar südlich an Apollensdorf vorbeifließt. Umgeben wird Apollensdorf vom Wittenberger Ortsteil Griebo im Westen, vom Coswiger Ortsteil Möllensdorf im Norden und dem Wittenberger Ortsteil Piesteritz im Osten. Auf der gegenüberliegenden südlichen Seite der Elbe liegt das ebenfalls zu Wittenberg gehörige Seegrehna. Das Gelände an der Elbe ist überwiegend flach. Eine Ausnahme bildet der 127 m hohe Apollensberg, der an das Wanderwegenetz angeschlossen ist und von dessen Gipfel man weit über die Elbwiesen zur Dübener Heide blicken kann.

## Geschichte
Erstmals urkundlich erwähnt wird Apollensdorf im Jahr 1293 als Boldenstorff, in anderen Quellen um 1385 auch als  Boldenstorph, zum Teil mit dem Zusatz Walde am Dorfe.
Im Jahr 1376 wird eine Marienkapelle auf dem Apollensberg erwähnt, die von Rudolf I. bereits etliche Jahre zuvor errichtet und dem Wittenberger Allerheiligenstift zugewiesen worden war.  Der Besuch der Kapelle wurde mit einer Urkunde vom 5. Dezember 1400 durch Papst Bonifatius IX. mit päpstlichem Ablassprivileg versehen und die Kirche damit zur Pilgerkirche aufgewertet. Zugleich befreite am 17. Oktober 1411 Papst Bonifatius IX. die Marienkapelle von der Jurisdiktion des Bischofs von Brandenburg und unterstellte sie unmittelbar der Gerichtsbarkeit des Heiligen Stuhls. Seit 1411 war die Kapelle Eigentum des Allerheiligenstifts. Urkundliche Erwähnungen lassen noch bis Mai 1519 eine Benutzung der Kapelle erkennen – die kirchliche Visitation von 1528 erwähnte die Marienkapelle jedoch nicht mehr in den Registraturen. Kurfürst Johann Friedrich I. ließ die einstige Pilgerkirche im Jahr 1542 abreißen. Die Steine wurden für den Bau des Festungswalls der Stadt Wittenberg verwendet.
Die Pfarrkirche zu Apollensdorf unterlag bereits 1385 der Gerichtsbarkeit des Allerheiligenstifts. Martin Luther weilte hier oft zum Gebet. Das Bauerndorf selbst wurde im Jahr 1401 jeweils zur Hälfte der Allerheiligenkapelle zu Wittenberg und der Marienkapelle auf dem Boldensberge zugewiesen. Die Apollensdorfer Bauern betrieben wie viele Bauern um Wittenberg Weinbau. Der Verkauf des Weines diente zur Entlohnung von Mitgliedern des Klerus des Allerheiligenstifts. Rechnungsnotizen aus den Jahren 1504 und 1505 geben darüber Auskunft, dass der verwahrloste Weinberg vom Stift an den Kurfürsten gegen eine jährliche Weinspende und Rente übergeben wurde. Für 1507 ist belegt, dass der Kurfürst von diesem Weinberg den Messwein für Stiftskirche und Marienkapelle bewilligte.
Der Apollensberg wurde von den 1950er Jahren bis 1994 als Funk- und Radarstation der sowjetischen bzw. russischen Truppen genutzt.
Apollensdorf wurde 1974 nach Lutherstadt Wittenberg eingemeindet.

## Sehenswürdigkeiten

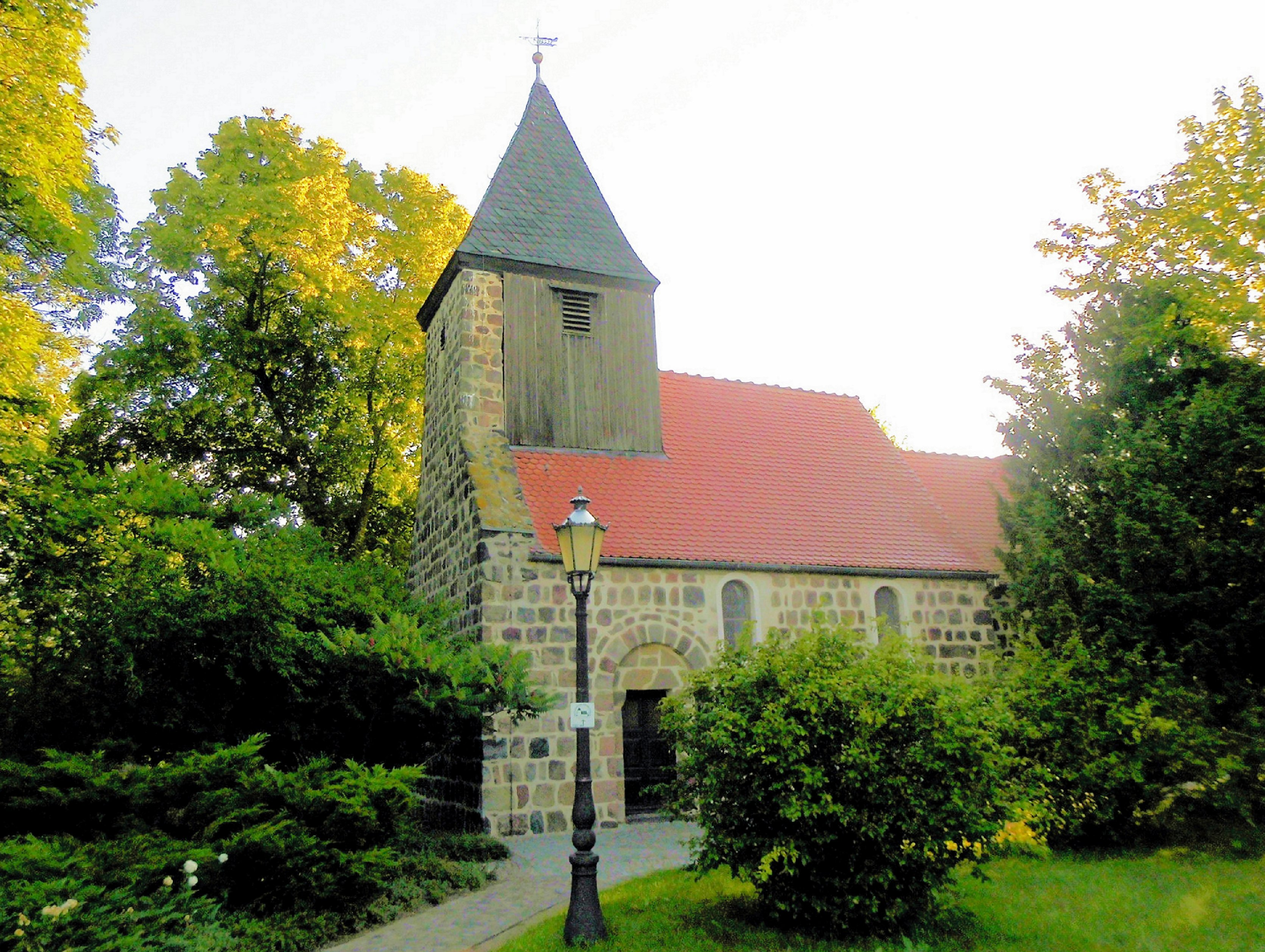
Feldsteinkirche Apollensdorf

Am Südostrand des Dorfes steht die zwischen 1200 und 1230 errichtete Feldsteinkirche, bis ins 17. Jahrhundert hinein der einzige steinerne Bau im Ort. Das dreiteilig gestufte Bauwerk in romanischem Stil ist ausgestattet mit einem abgetreppten Rundbogenportal, dem Kirchenschiff, einem eingezogenen Chor und eingezogener Apsis. Die ursprünglichen Fenster wurden im 17. Jahrhundert vergrößert. Der Taufstein stammt aus der Barockzeit, etwa um 1660. Von 1991 bis 1994 wurde die Kirche mit ihrer barocken Ausstattung und dem markanten Holzglockenturm restauriert.
Im Rahmen der Expo 2000 errichtete man auf dem Apollensberg an der Stelle der nicht mehr existierenden Marienkapelle ein acht Meter hohes ökumenisches Kreuz aus Edelstahl. Es ist Station des Kirchenpfades, der in der Korrespondenzregion Bitterfeld-Dessau-Wittenberg der Expo 2000 angelegt worden war.
Auf der Gemarkung des Dorfes befand sich in der Zeit von 1939 bis 1945 eines der größten Gefangenenlager der NS-Justiz im Deutschen Reich. Bis zu 1500 Gefangene aus ganz Europa waren unter menschenunwürdigen Bedingungen in einfachen Baracken untergebracht und mussten Zwangsarbeit in umliegenden Rüstungsbetrieben leisten. Zum Gefangenenlager zur Elberegulierung gehörte auch ein Frauenlager am Ortsrand von Apollensdorf, das Gefangenenlager „Biber“ auf einem Wohnschiff auf der Elbe sowie weitere Außenkommandos. Im Jahr 2013 wurde zum Gedenken der Gefangenen ein Mahnmal errichtet.
In der Heimatstube Apollensdorf werden Alltagsgegenstände aus mehreren Jahrhunderten gezeigt.

## Persönlichkeiten
- August Buchner (1591–1661), Altphilologe und Literaturtheoretiker der Barockzeit, in Apollensdorf gestorben
- Wilhelm Ludwig Nitzsch (1703–1758), lutherischer Theologe, zeitweise Pfarrer in Apollensdorf
- Erhard Peschke (1907–1996), evangelischer Theologe und Professor für Kirchengeschichte, zeitweise Pfarrer in Apollensdorf
- Hans Möller (1908–1996), lutherischer Theologe, in Apollensdorf geboren
- Peter-Hugo Scholz (1954–2019), Hörfunk- und Fernsehjournalist, in Apollensdorf geboren

## Belege
1. ↑  § 17 der Hauptsatzung der Lutherstadt Wittenberg (Memento des Originals vom 4. Dezember 2016 im Internet Archive)  Info: Der Archivlink wurde automatisch eingesetzt und noch nicht geprüft. Bitte prüfe Original- und Archivlink gemäß Anleitung und entferne dann diesen Hinweis.
2. ↑  Stadtporträt Wittenberg / Ortsteile (Memento des Originals vom 15. Juli 2016 im Internet Archive)  Info: Der Archivlink wurde automatisch eingesetzt und noch nicht geprüft. Bitte prüfe Original- und Archivlink gemäß Anleitung und entferne dann diesen Hinweis.
3. ↑  Gemeinsam zum Kreuz. In: Tag des Herrn, Ausgabe 16/2011
4. ↑  Zwischen Kirchenbank und Butterfass. In: Mitteldeutsche Zeitung. 27. Juni 2010, abgerufen am 27. Februar 2025.
5. ↑  Lutherstadt Wittenberg - Heimatstube Apollensdorf Süd - Heimatmuseum auf YouTube